# Ông già Tuyết

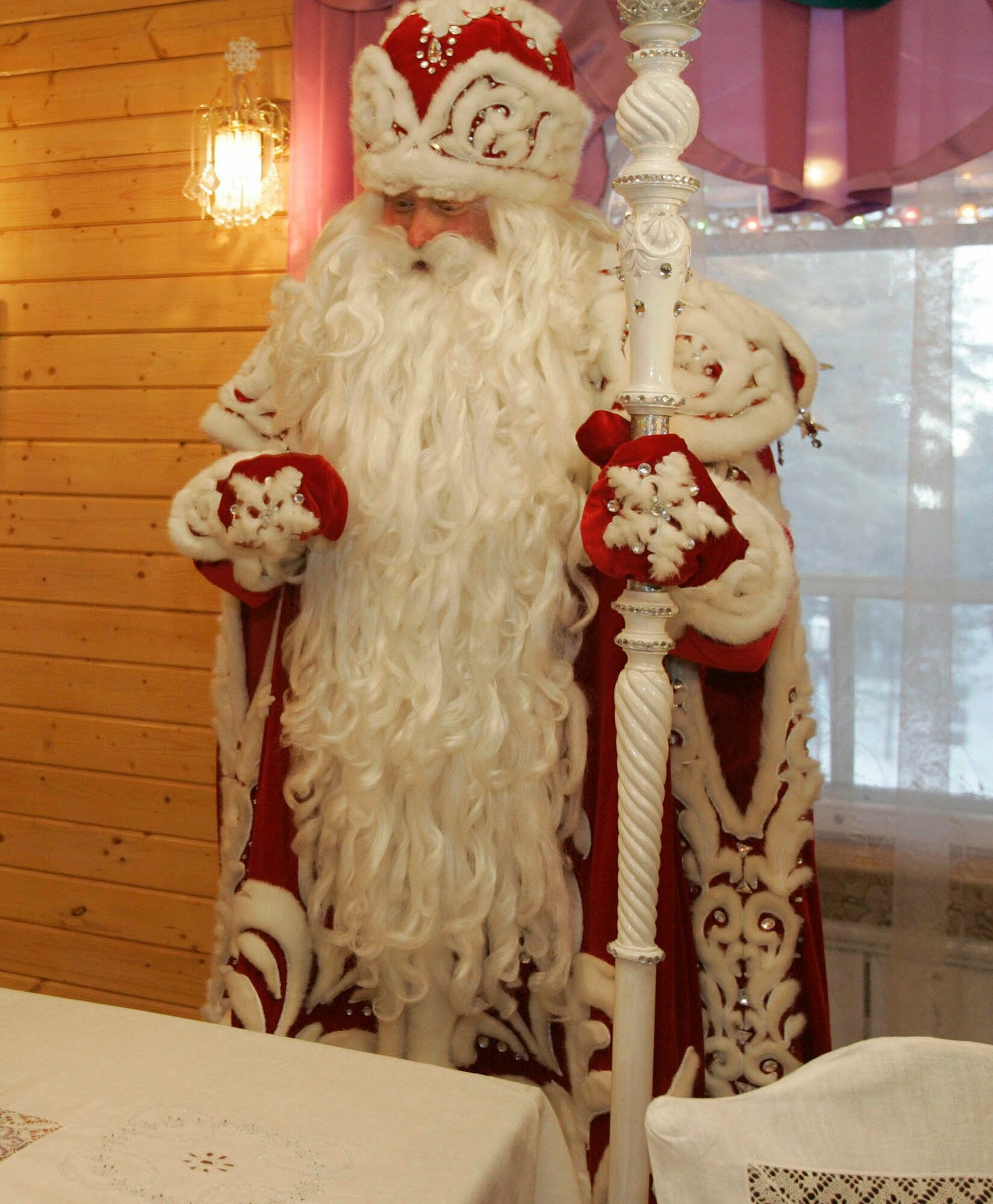
Ông già Tuyết tại Veliky Ustyug, Nga

Ông già Tuyết (tiếng Nga: Дед Мороз Ded Moroz hay Дедушка Мороз Dedushka Moroz, dịch nghĩa: "Ông già Băng giá") là một nhân vật trong kho tàng văn học dân gian các dân tộc Slav, đóng một vai trò tương tự như Ông già Noel trong văn hóa phương Tây (dựa trên nguyên mẫu Thánh Nicolaus). Khác Ông già Noel thường tặng quà cách bí mật, Ông già Tuyết lại tặng quà trực tiếp cho trẻ em. Ông có người cháu gái đồng hành để trợ giúp trong việc tặng quà là Công chúa Tuyết. Ông được Giáo hội Chính thống giáo Nga miêu tả như một nhân vật tốt bụng đem niềm vui ấm áp tới giữa mùa đông. Gần đây, đôi khi ông già Tuyết cũng được đồng hóa với Ông già Noel với bộ áo khoác đỏ và đem quà đến đặt dưới cây thông trước khi năm mới đến.

## Hình tượng trong văn hóa - nghệ thuật

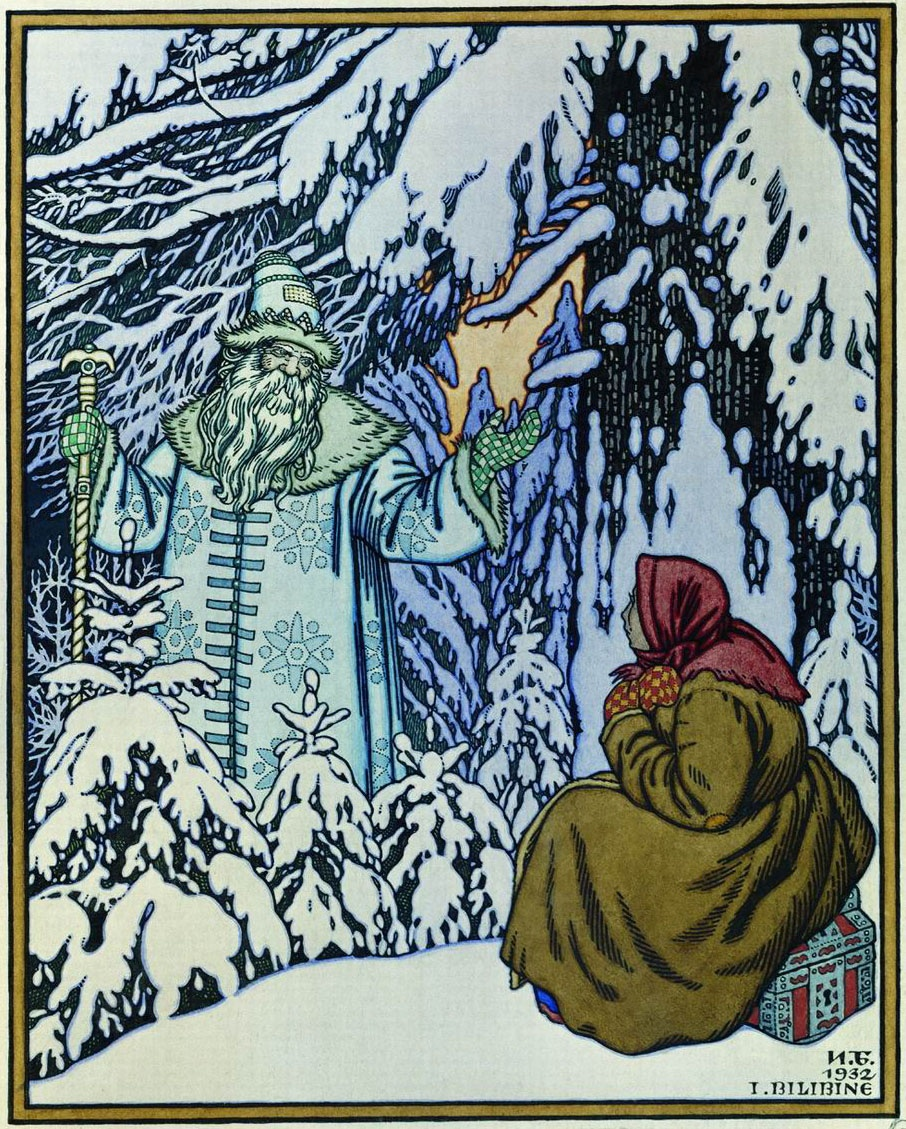
Tranh vẽ ông già Tuyết năm 1932

### Văn học
- Truyện cổ tích

### Điện ảnh
- Ông già Tuyết (phim, 1964)
- Ông già Tuyết và mùa hè, phim hoạt hình, 1969